# Eardwulf
|  | Per a altres significats, vegeu «Eardwulf de Northúmbria». |

Eardwulf va ser rei de Kent entre l'any 747 i el 765, primer ho va ser conjuntament amb el seu oncle Æthelbert II fins que aquest va morir el 762. En aquesta època Kent va ser un regne controlat per Mèrcia, encara que ell va conservar el títol reial.
Se'n conserven dues cartes de donacions amb el seu nom. Una està sense datar, però identifica el seu pare, Eadberth I, l'altra té una data que és incompatible amb la llista de testimonis que hi signen, ja que està datada en l'any 762 i signada pel rei Æthelbert II i per l'arquebisbe Cuðbert, que havia mort l'any 760.